# Tabanus hashemii
Tabanus hashemii är en tvåvingeart som beskrevs av Jezek 1981. Tabanus hashemii ingår i släktet Tabanus och familjen bromsar.
Artens utbredningsområde är Iran. Inga underarter finns listade i Catalogue of Life.